# بوجانگای آلدابرا
بوجانگای آلدابرا (نام علمی: Dicrurus aldabranus) نام یک گونه از تیره بوجانگا است.